# 367. п. н. е.

## Догађаји
- Закон Лицинија и Секстија По првоме од њих један од два конзула морао је бити плебејац. Други закон је одређиво да свако може узурпирати највише 500 југера земље. Трећи закон ограничавао је камате на дугове.

## Рођења
- Птолемеј I Сотер